# Fakse Herred

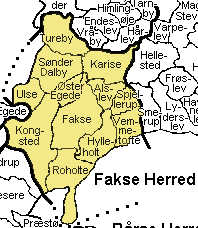
Fakse Herred

Fakse Herred was tussen 1803 en 1970 een herred in het voormalige Præstø Amt in Denemarken. Fakse komt in Kong Valdemars Jordebog voor als Faxæhæreth. In 1970 werd het gebied deel van de nieuwe provincie Storstrøm. 

## Parochies
De herred was verdeeld in 12 parochies.
- Alslev
- Faxe
- Hylleholt
- Karise
- Kongsted
- Roholte
- Spjelerup
- Sønder Dalby
- Tureby
- Ulse
- Vemmetofte
- Øster Egede